# لیزر نگارنده

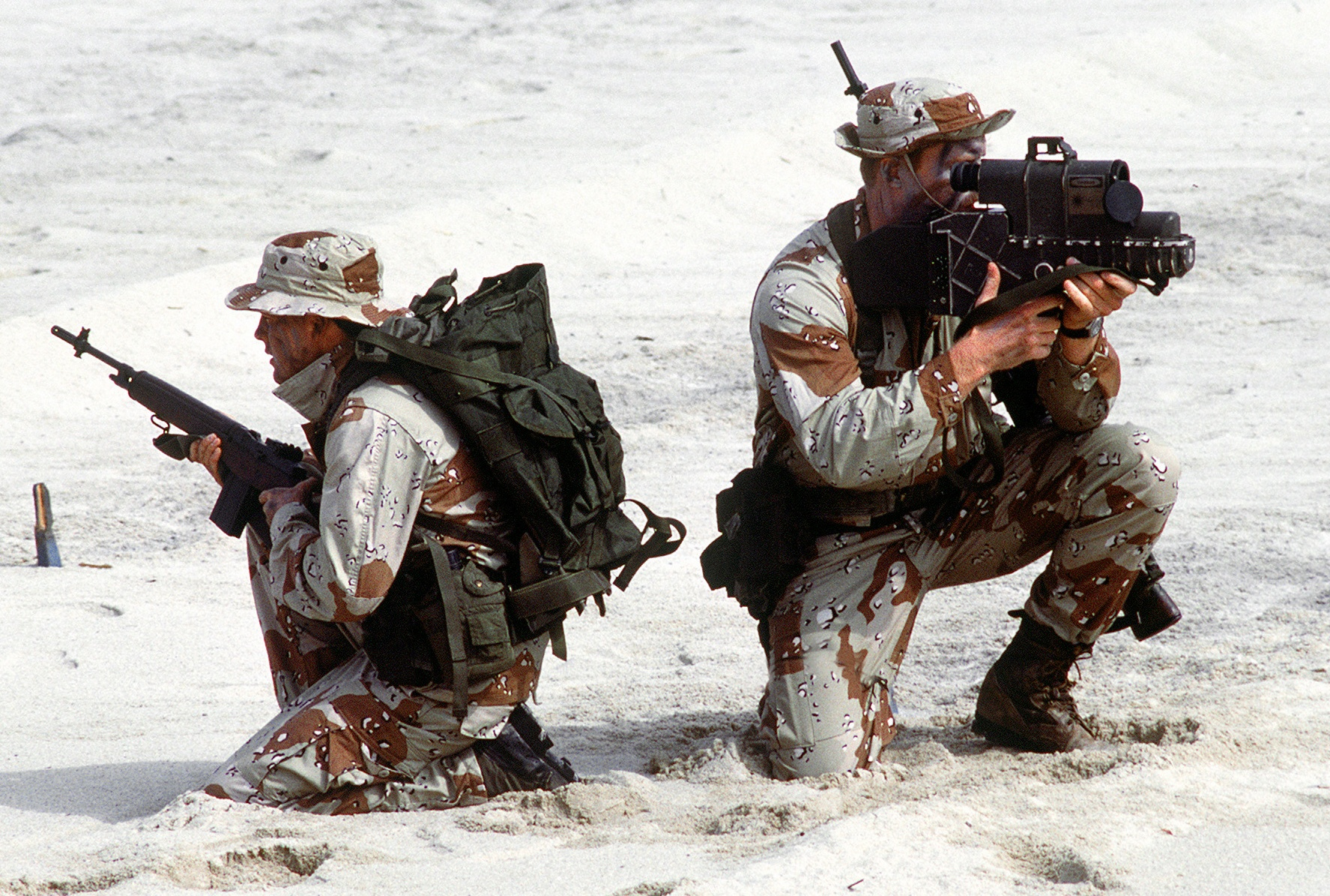
نمایی از دو عضو یگان ویژهٔ نیروی دریایی ایالات متحده آمریکا، مجهز به نشانگر لیزری نوع AN/PAQ-1 در سال ۱۹۸۸

لیزر نگارنده (به انگلیسی: Laser Designator) لیزری است با منبع نور که هدفی را تعیین می‌کند. این لیزرها به ترتیب هدفی را برای بمب‌های هدایت لیزری، موشک‌ها یا دفاعیات دفاعی توپخانه برای مثال از سری بمب‌های AGM-114 Hellfire تعیین می‌کند.
هنگامی که یک هدف توسط نگارنده نشان دار می‌شود، پرتوهای آن مرئی و درخشان نیست. به جای آن، مجموعه ای از پالس‌های کد شده نورهای لیزر برافروخته می‌شود. این سیگنال‌ها هدف را به سمت آسمان می‌فرستد که توسط یک جستجو گر با استفاده از لیزر هدایت شده جنگ‌افزار شناسایی می‌شود. این جستجو گر سرنشینانش را به سمت مرکز سیگنال‌های منعکس شده هدایت می‌کند.
اگر کسی دارای تجهیزات تشخیص سیگنال این لیزرها باشد یا بتواند صدای جنگنده بالای سر خود را بشنود، بسیار دشوار است که تشخیص دهد آیا توسط این لیزر علامت دار شده‌است یا نه. لیزر نگارنده در هوای صافی به خوبی کار می‌کند. پوشش ابری، باران یا دود می‌توانند تشخیص هدف را سخت یا حتی غیرممکن کند.

## محل‌های استقرار
لیزر نگارنده بر روی هواپیما، ماشین زمینی و کشتی دریایی و هم چنین به صورت دستی مورد استفاده قرار می‌گیرد.

### هوابرد
نیروی هوایی ایالات متحده در سال ۲۰۰۴ تک تیرانداز(ATP) لاکهید مارتین را انتخاب کرد. این تک تیرانداز به چند پلتفرم از جمله F-16,F-15E, B-1، B-52 و A-10C مجهز بود. این تک تیرانداز روی چند پلتفرم جنگنده بین‌المللی نیز موجود است. نیروی دریایی ایالات متحده هم‌اکنون پاد هدف‌های LITENING و ATFLIR را بر روی هواپیماهایش نصب کرده‌است. نیروی هوایی رویال انگلستان از Litenin III و فرانسه از Damocles و ATLIS II استفاده می‌کند